# CSNK2A2
CSNK2A2 (англ. Casein kinase 2 alpha 2) – білок, який кодується однойменним геном, розташованим у людей на короткому плечі 16-ї хромосоми. Довжина поліпептидного ланцюга білка становить 350 амінокислот, а молекулярна маса — 41 213.
| 10         |  | 20         |  | 30         |  | 40         |  | 50         |
| ---------- |  | ---------- |  | ---------- |  | ---------- |  | ---------- |
| MPGPAAGSRA |  | RVYAEVNSLR |  | SREYWDYEAH |  | VPSWGNQDDY |  | QLVRKLGRGK |
| YSEVFEAINI |  | TNNERVVVKI |  | LKPVKKKKIK |  | REVKILENLR |  | GGTNIIKLID |
| TVKDPVSKTP |  | ALVFEYINNT |  | DFKQLYQILT |  | DFDIRFYMYE |  | LLKALDYCHS |
| KGIMHRDVKP |  | HNVMIDHQQK |  | KLRLIDWGLA |  | EFYHPAQEYN |  | VRVASRYFKG |
| PELLVDYQMY |  | DYSLDMWSLG |  | CMLASMIFRR |  | EPFFHGQDNY |  | DQLVRIAKVL |
| GTEELYGYLK |  | KYHIDLDPHF |  | NDILGQHSRK |  | RWENFIHSEN |  | RHLVSPEALD |
| LLDKLLRYDH |  | QQRLTAKEAM |  | EHPYFYPVVK |  | EQSQPCADNA |  | VLSSGLTAAR |
|            |  |            |  |            |  |            |  |            |

A: Аланін

C: Цистеїн

D: Аспарагінова кислота

E: Глутамінова кислота

F: Фенілаланін

G: Гліцин

H: Гістидин

I: Ізолейцин

K: Лізин

L: Лейцин

M: Метіонін

N: Аспарагін

P: Пролін

Q: Глутамін

R: Аргінін

S: Серин

T: Треонін

V: Валін

W: Триптофан

Кодований геном білок за функціями належить до трансфераз, кіназ, серин/треонінових протеїнкіназ, фосфопротеїнів. 
Задіяний у таких біологічних процесах, як апоптоз, транскрипція, регуляція транскрипції, клітинний цикл, сигнальний шлях Wnt, ацетилювання. 
Білок має сайт для зв'язування з АТФ, нуклеотидами. 